# Kris Bryant
Kristopher Lee „Kris“ Bryant (* 4. Januar 1992 in Las Vegas, Nevada) ist ein US-amerikanischer Baseballspieler in der Major League Baseball (MLB) bei den Colorado Rockies auf der Position des Third Basemans. 
Die Chicago Cubs wählten Bryant als zweiten Draft während des 2013er MLB Draft.
Obwohl er als Third Baseman ausgewählt wurde, spielt er bei den Chicago Cubs auch als Outfielder.
Am 17. April 2015 wurde Bryant von den Chicago Cubs von der Minor League Baseball in den aktiven Major League Baseball Roster der Cubs berufen.
In seinem MLB-Debütspiel gegen die San Diego Padres spielte er 0-4 mit 3 Strikeouts (4 Schlagversuche und keinen Treffer), zeigte aber zugleich eine gute Defensivarbeit beim Spiel. Das Spiel gegen die Padres verloren die Cubs mit 5-4.
Am 27. Juni 2016 gelang Bryant als erstem MLB-Spieler in der Geschichte der Liga eine Schlagstatistik von 5-5 (also 5 Hits bei 5 At-Bats in einem Spiel) mit  drei Home Runs und zwei Doubles.

## Amateurkarriere

### Highschool
Bryant besuchte die Bonanza High School in Las Vegas, Nevada und spielte dort für das Schulteam Baseball und hielt dabei in den 4 Jahren eine Batting Average von .418, eine Slugging Percentage von .958 (SLG), sowie erzielte 103 Hits und 47 Home Runs.
Zudem wurde er von der USA Today während dieser Zeit zu den besten Highschool-Nachwuchsspielern ernannt. Die Toronto Blue Jays wählten Bryant in der 18. Runde des 2010er Major League Baseball Draft, jedoch lehnte er es ab, einen Vertrag zu unterschreiben, und entschied sich, an der Universität von San Diego für das Collegeteam Baseball zu spielen.

### College
Während er für das Collegeteam der University of San Diego spielte, erzielte er 2011 eine Batting Average von .365, eine OBP von .482 und eine Slugging Percentage von .599 sowie neun Home Runs und wurde erneut für sein Talent ausgezeichnet.

## Persönliches
Bryant unterhält eine lange und enge Freundschaft zu den ebenfalls in der MLB spielenden Spielern Bryce Harper und Joey Gallo. Alle drei wuchsen in Las Vegas auf und begannen im Alter von neun Jahren zusammen Baseball zu spielen.
Im Mai 2015 trafen Bryant und Harper zum ersten Mal in der amerikanischen Profiliga beim Spiel der Chicago Cubs gegen die Washington Nationals im Wrigley Field aufeinander.
Sein Vater, Mike Bryant, spielte in den Minor Leagues für die Boston Red Sox. Zudem besaß er ein eigenes Geschäft, gab dieses jedoch auf, um die Möglichkeit zu bekommen, seinen Sohn zu trainieren.